# Diocesi di Barbastro-Monzón

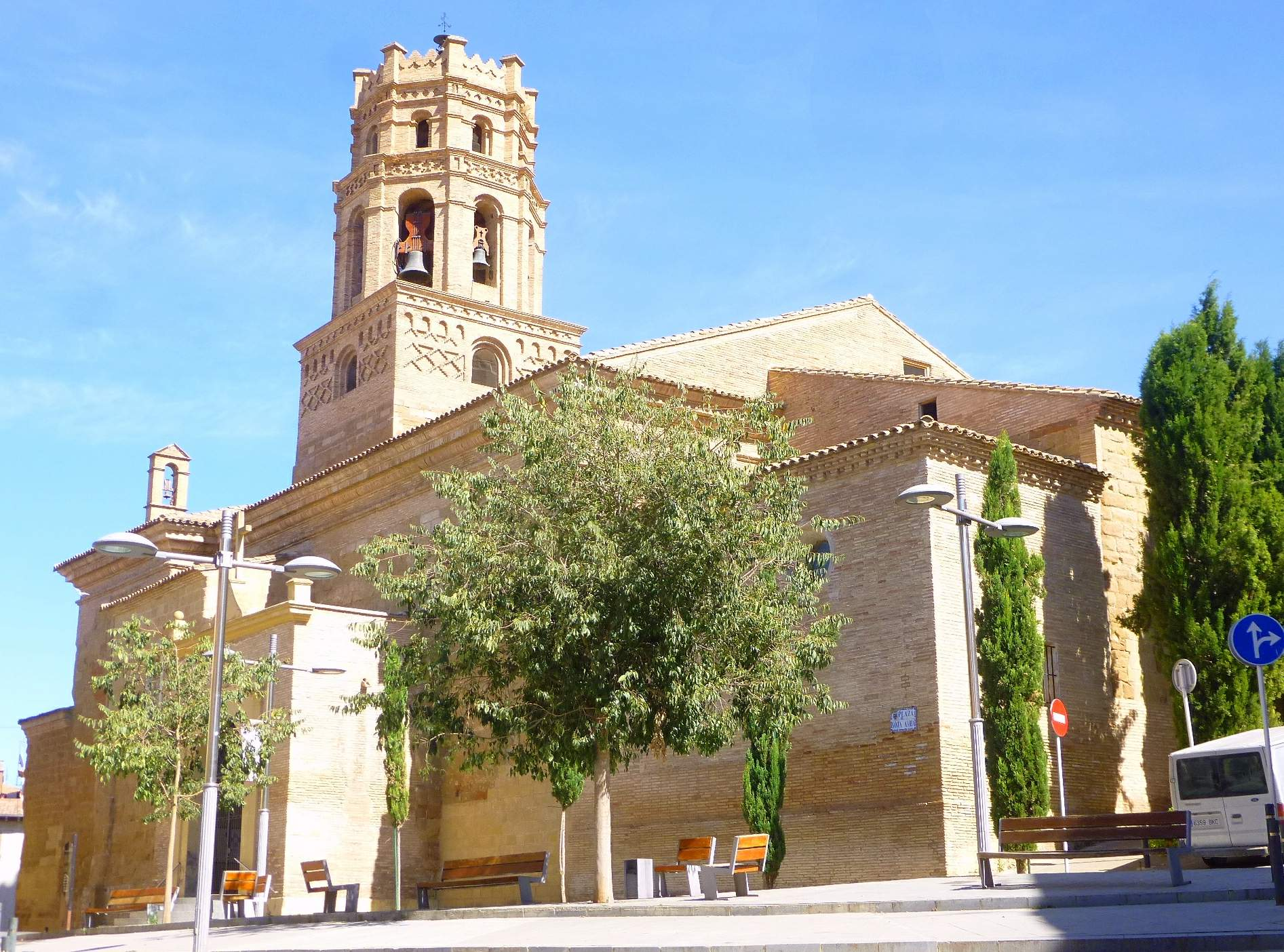
La concattedrale di Monzón.

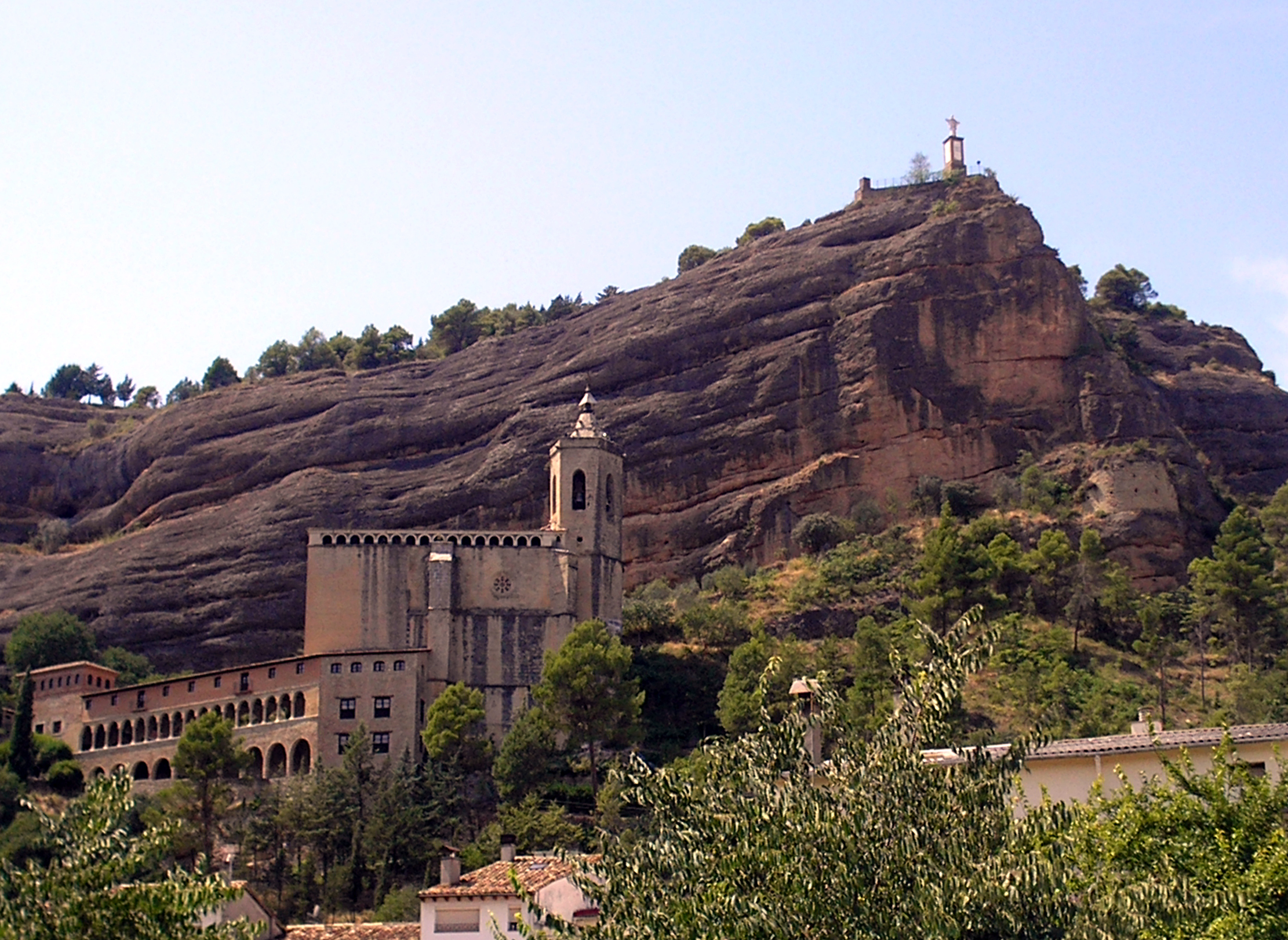
La basilica della Virgen de la Peña a Graus.

La diocesi di Barbastro-Monzón (in latino Dioecesis Barbastrensis-Montisonensis) è una sede della Chiesa cattolica in Spagna suffraganea dell'arcidiocesi di Saragozza. Nel 2022 contava 93.456 battezzati su 109.365 abitanti. È retta dal vescovo Ángel Javier Pérez Pueyo, S.O.D.

## Territorio
La diocesi comprende la parte orientale della provincia di Huesca.
Sede vescovile è la città di Barbastro, dove si trova la cattedrale dell'Assunzione di Maria Vergine. A Monzón sorge la concattedrale di Santa Maria del Romeral.
Nel territorio della diocesi, a Isábena, sorge anche l'antica cattedrale di Roda de Isábena dedicata a San Vincenzo martire, oggi chiesa parrocchiale. Si trovano inoltre due basiliche minori: Nostra Signora di Badaín e la basilica della Virgen de la Peña a Graus.
Il territorio si estende su 7.374 km² ed è suddiviso in 247 parrocchie, raggruppate in 4 arcipresbiterati: Bajo Cinca, Cinca Medio-Litera, Somontano e Sobrarbe-Ribagorza.

## Storia
Nel Medioevo la città di Barbastro fu, per circa 50 anni, sede dei vescovi di Roda, che vi avevano trasferito la loro sede dopo che la città, nell'ottobre del 1100, era stata conquistata dal re Pietro I di Aragona e liberata dalla dominazione araba. Il trasferimento della sede a Barbastro fu acconsentito da papa Urbano II con la bolla Miserationibus Domini, e confermato da papa Pasquale II con la bolla Egregias quondam del 26 aprile 1100. In questo periodo i vescovi portarono il titolo di vescovi di Roda e Barbastro, finché non trasferirono la loro sede a Lérida nel 1149, quando anche questa città fu liberata dagli arabi. Nella documentazione coeva, Barbastro era considerata solo una sede provvisoria, in attesa della conquista di Lérida, ritenuta la sede originaria dei vescovi di Roda.
Il trasferimento della sede vescovile da Roda a Barbastro suscitò le proteste dei vescovi di Jaca, che proprio nello stesso periodo avevano trasferito la loro sede a Huesca, e che rivendicavano la giurisdizione sulla città di Barbastro. Questo provocò un lungo contenzioso tra i vescovi di Huesca e quelli di Roda e Barbastro prima, e di Lérida poi, che si concluse solo nei primi anni del XIII secolo. Il 27 maggio 1203 papa Innocenzo III assegnò alla diocesi di Huesca i territori di Barbastro e di Alquézar, e alla diocesi di Lérida quelli di Bielsa e Gistain, mentre la zona situata tra i fiumi Alcanadre e Cinca fu equamente suddivisa fra le due diocesi.
Nei tre secoli successivi non mancarono i tentativi degli abitanti e del clero di Barbastro di avere nuovamente una sede vescovile. Le richieste si moltiplicarono soprattutto durante il XVI secolo, con conseguenti corsi e ricorsi ai tribunali. Il 20 luglio 1540, papa Paolo III decise che Barbastro e il suo distretto dovevano avere un vicario generale con giurisdizione indipendente da quella dei vescovi di Huesca.
Infine, il 18 giugno 1571, in forza della bolla In eminenti, papa Pio V decise l'erezione della diocesi di Barbastro, costituita da tutti i territori sulla riva destra del Cinca, sottratti a Huesca, a cui si aggiunsero 74 parrocchie che erano appartenute alla diocesi di Lérida, e altre 51 parrocchie già facenti parte dell'abbazia territoriale di San Vittoriano di Asàn. La diocesi fu resa suffraganea dell'arcidiocesi di Saragozza.
Numerosi furono i sinodi diocesani celebrati dai vescovi; per dieci di questi esistono gli atti pubblicati, dal 1575 al 1715.
Nel 1711 il vescovo Pedro Gregorio Padilla fondò il seminario vescovile a Gastejón del Puente, che fu trasferito a Barbastro nel 1759.
Il concordato del 1851 stabilì la soppressione della diocesi e la sua unione con quella di Huesca. Le difficili relazioni in quegli anni tra la Santa Sede e il governo spagnolo impedirono la piena applicazione delle normative concordatarie. Di fatto la diocesi di Barbastro continuò a sussistere, ma non ebbe più vescovi per quasi un secolo: fino al 1896 fu retta da vicari capitolari e poi da amministratori apostolici residenti con un titolo di vescovi in partibus. Questa situazione perdurò fino al 1950, quando l'ultimo amministratore, Arturo Tabera Araoz, fu nominato vescovo di Barbastro, ristabilendo così a tutti gli effetti la diocesi.
L'amministratore apostolico Florentino Asensio Barroso fu assassinato nel cimitero di Barbastro durante la guerra civile spagnola, nelle prime ore del 9 agosto 1936. Sarà beatificato il 4 maggio 1997. Nello stesso anno furono martirizzati anche 51 missionari claretiani, beatificati nel 1992.
Il 2 settembre 1955, in forza del decreto Initis inter della Congregazione concistoriale, furono rivisti i confini della diocesi per farli coincidere con quelli della provincia civile, in applicazione del concordato tra la Santa Sede e il governo spagnolo del 1953. La diocesi di Barbastro si ampliò con 17 parrocchie già appartenute alla diocesi di Lérida, e con altre 4 cedute dalla diocesi di Urgell.
Il 15 giugno 1995, in forza del decreto Ad Concilii della Congregazione per i vescovi, la diocesi si è ingrandita con 84 parrocchie in territorio aragonese che facevano parte della diocesi di Lleida, e contestualmente ha assunto il nome attuale. Altre 27 parrocchie passarono da Lleida a Barbastro-Monzón il 15 giugno 1998. Queste decisioni portarono ad un conflitto tra le diocesi e le amministrazioni civili coinvolte sul possesso e la gestione del patrimonio storico-artistico che le due modifiche territoriali avevano trasferito dalla Catalogna all'Aragona, conflitto che si è risolto dopo 25 anni di battaglie legali il 10 marzo 2021.

## Cronotassi dei vescovi
Si omettono i periodi di sede vacante non superiori ai 2 anni o non storicamente accertati.
- Felipe Urríes Urríes, O.P. † (9 febbraio 1573 - 18 giugno 1585 deceduto)
- Miguel Cercito Bereterra † (4 novembre 1585 - 15 agosto 1595 deceduto)
- Carlos Muñoz Serrano † (18 marzo 1596 - 14 marzo 1603 deceduto)
- Juan Moriz de Salazar † (20 ottobre 1604 - 5 settembre 1616 nominato vescovo di Huesca)
- Jerónimo Bautista Lanuza, O.P. † (19 settembre 1616 - 24 agosto 1622 nominato vescovo di Albarracín)
- Pedro Apaolaza Ramírez, O.S.B. † (24 agosto 1622 - 18 luglio 1625 nominato vescovo di Albarracín)
- Alfonso de Requeséns Fenollet, O.F.M. † (6 ottobre 1625 - 8 aprile 1639 deceduto)
- Bernardo Lacabra † (3 ottobre 1639 - 13 gennaio 1643 nominato arcivescovo di Cagliari)
- Diego Chueca † (13 luglio 1643 - 6 maggio 1647 nominato vescovo di Teruel)
- Miguel Escartín Arbeza, O.Cist. † (27 maggio 1647 - 31 gennaio 1656 nominato vescovo di Lérida)
- Diego Francés de Urrutigoyti † (14 febbraio 1656 - 30 gennaio 1673 nominato vescovo di Teruel)
- Íñigo Royo † (25 settembre 1673 - 14 giugno 1680 deceduto)
- Francisco López Urraca † (14 aprile 1681 - 27 gennaio 1695 deceduto)
- Jerónimo López † (14 novembre 1695 - 21 giugno 1696 deceduto)
- José Martínez del Villar † (17 dicembre 1696 - 8 agosto 1699 deceduto)
- Francisco de Paula Garcés Marcilla, O.M. † (10 maggio 1700 - 24 settembre 1708 nominato vescovo di Huesca)
- Pedro Gregorio Padilla † (3 ottobre 1708 - 17 settembre 1714 nominato vescovo di Huesca)
- Pedro Granell † (1º ottobre 1714 - 7 giugno 1717 deceduto)
- Carlos Alamán Ferrer † (11 ottobre 1717 - 10 maggio 1739 deceduto)
- Francisco Antonio Bustamante Jiménez † (14 dicembre 1739 - 31 luglio 1747 nominato vescovo di Plasencia)
- Benito Marín, O.S.B. † (29 gennaio 1748 - 27 aprile 1750 nominato vescovo di Jaén)
- Juan Ladrón de Guevara, O.Carm. † (22 luglio 1750 - 9 marzo 1755 deceduto)
- Diego Rivera Higuera, O. de M. † (4 agosto 1755 - 18 marzo 1766 deceduto)
- Felipe Antonio Perales Mercado † (26 settembre 1766 - 22 novembre 1772 deceduto)
- Juan Manuel Cornel † (19 aprile 1773 - 8 ottobre 1789 deceduto)
- Agustín Iñigo Abad Lasierra, O.S.B. † (21 giugno 1790 - 24 ottobre 1813 deceduto)
- Juan Nepomuceno Lera Cano † (19 dicembre 1814 - 23 giugno 1828 nominato vescovo di Segovia)
- Jaime Fort y Puig † (15 dicembre 1828 - 15 ottobre 1855 deceduto)
  - Sede vacante (1855-1950)
  - Casimiro Piñera y Naredo[17] † (28 febbraio 1896 - 28 novembre 1898 nominato prelato di Ciudad Real) (amministratore apostolico)
  - Juan Antonio Ruano Martín[18] † (24 novembre 1898 - 14 dicembre 1905 nominato vescovo di Lérida) (amministratore apostolico)
  - Isidoro Badía y Sarradel[19] † (3 luglio 1907 - 27 giugno 1917 nominato vescovo di Tarazona) (amministratore apostolico)
  - Emilio Jiménez Pérez[20] † (4 gennaio 1918 - 21 ottobre 1926 deceduto) (amministratore apostolico)
  - Nicanor Mutiloa e Irurita[21], C.SS.R. † (17 novembre 1927 - 1º maggio 1935 nominato vescovo di Tarazona) (amministratore apostolico)
  - Beato Florentino Asensio Barroso[22] † (11 novembre 1935 - 9 agosto 1936 deceduto) (amministratore apostolico)
  - Arturo Tabera Araoz[23], C.M.F. † (16 febbraio 1946 - 2 febbraio 1950 nominato vescovo) (amministratore apostolico)
- Arturo Tabera Araoz, C.M.F. † (2 febbraio 1950 - 13 maggio 1950 nominato vescovo di Albacete)
- Pedro Cantero Cuadrado † (19 dicembre 1951 - 23 ottobre 1953 nominato vescovo di Huelva)
- Segundo García de Sierra y Méndez † (28 luglio 1954 - 20 novembre 1959 nominato arcivescovo coadiutore di Oviedo[24])
- Jaime Flores Martín, S.O.D. † (24 febbraio 1960 - 30 aprile 1970 dimesso[25])
- Damián Iguacén Borau † (10 agosto 1970 - 23 settembre 1974 nominato vescovo di Teruel e Albarracín)
- Ambrosio Echebarria Arroita † (23 settembre 1974 - 29 ottobre 1999 ritirato)
- Juan José Omella (29 ottobre 1999 - 8 aprile 2004 nominato vescovo di Calahorra e La Calzada-Logroño)
- Alfonso Milián Sorribas † (11 novembre 2004 - 27 dicembre 2014 ritirato)
- Ángel Javier Pérez Pueyo, S.O.D., dal 27 dicembre 2014

## Statistiche
La diocesi nel 2022 su una popolazione di 109.365 persone contava 93.456 battezzati, corrispondenti all'85,5% del totale.
| anno | popolazione | popolazione | popolazione | presbiteri | presbiteri | presbiteri | presbiteri                | diaconi | religiosi | religiosi | parrocchie |
| anno | battezzati  | totale      | %           | numero     | secolari   | regolari   | battezzati per presbitero | diaconi | uomini    | donne     | parrocchie |
| ---- | ----------- | ----------- | ----------- | ---------- | ---------- | ---------- | ------------------------- | ------- | --------- | --------- | ---------- |
| 1949 | 36.400      | 36.400      | 100,0       | 65         | 49         | 16         | 560                       |         | 21        | 98        | 153        |
| 1959 | 42.629      | 42.629      | 100,0       | 109        | 87         | 22         | 391                       |         | 35        | 106       | 173        |
| 1970 | 39.230      | 39.236      | 100,0       | 97         | 80         | 17         | 404                       |         | 27        | 70        | 40         |
| 1980 | 33.785      | 33.825      | 99,9        | 82         | 68         | 14         | 412                       |         | 20        | 86        | 175        |
| 1990 | 32.860      | 32.900      | 99,9        | 69         | 56         | 13         | 476                       |         | 23        | 75        | 153        |
| 1999 | 97.200      | 98.073      | 99,1        | 123        | 83         | 40         | 790                       |         | 52        | 160       | 274        |
| 2000 | 95.300      | 96.250      | 99,0        | 123        | 83         | 40         | 774                       |         | 52        | 153       | 274        |
| 2001 | 96.125      | 98.073      | 98,0        | 114        | 75         | 39         | 843                       |         | 51        | 166       | 274        |
| 2002 | 96.328      | 98.658      | 97,6        | 103        | 75         | 28         | 935                       |         | 42        | 131       | 308        |
| 2003 | 95.200      | 97.800      | 97,3        | 104        | 77         | 27         | 915                       |         | 41        | 132       | 308        |
| 2004 | 95.000      | 95.887      | 99,1        | 100        | 74         | 26         | 950                       |         | 42        | 127       | 274        |
| 2006 | 95.498      | 102.580     | 93,1        | 97         | 70         | 27         | 984                       |         | 38        | 132       | 274        |
| 2012 | 96.600      | 104.700     | 92,3        | 85         | 63         | 22         | 1.136                     |         | 29        | 137       | 242        |
| 2015 | 94.150      | 99.415      | 94,7        | 96         | 69         | 27         | 980                       |         | 31        | 120       | 250        |
| 2018 | 86.629      | 97.917      | 88,5        | 80         | 61         | 19         | 1.082                     |         | 33        | 85        | 247        |
| 2020 | 86.147      | 97.937      | 88,0        | 80         | 61         | 19         | 1.076                     |         | 34        | 88        | 247        |
| 2022 | 93.456      | 109.365     | 85,5        | 66         | 51         | 15         | 1.416                     |         | 25        | 58        | 247        |